# Гонур-Депе
Гонур-депе (туркм. Goňur depe «коричневый холм») — крупнейшее городище Бактрийско-Маргианского археологического комплекса (бронзовый век, 2300—1600 гг. до н. э.). Находится на юго-востоке Туркменистана, в Мервском оазисе, на невысоком холме правого берега русла Мургаба. Обнаружено в 1972 году Маргианской археологической экспедицией под руководством В. И. Сарианиди.
Гонур-депе был самым крупным поселением маргианской цивилизации, а тысячи лет спустя служил общерегиональным зороастрийским центром. Раскопки слоёв 3-го тысячелетия до н. э. открыли город столичного размаха, со своим дворцом и несколькими храмами, способными конкурировать с сооружениями Ассирии и Вавилона. Оценки площади древнего городища в источниках колеблются от 20 до 50 га.
Храмовый город просуществовал до конца XVI века до н. э. Его центральную часть составляет «кремль» с дворцом в центре, который окружён стенами с прямоугольными башнями. Вне этих стен с востока выстроен наиболее ранний из известных храмов огня. С других фасов крепости сооружены Храм жертвоприношений (запад и юг) и Комплекс общественных трапез (север). Храмы обнесены вторым рядом монументальных стен, усиленных также прямоугольными башнями. С юга к этому каре стен примыкает система из двух бассейнов, главный из которых имеет размеры 100 на 60 м. На южном берегу этого бассейна был выявлен храм воды (что свидетельствует о бытовании у населения Гонура поклонения воде).
В 1996 году в 350 м к западу от центральной части был найден Большой некрополь, который раскапывался десять лет и дал сведения почти о 3000 погребениях. Весной 2004 году на восточном берегу Главного бассейна были обнаружены 5 царских могил в виде подземных домов, сформировавших вместе с тремя огромными грунтовыми ямами-котлованами, где были похоронены животные и слуги, царский некрополь. В 2009 году были найдены ещё 3 царские могилы. В каждой из гробниц, не раз ограбленной в древности, удалось найти прекрасные образцы искусства, богатые золотые клады, а самое ценное — сохранившиеся фрагменты декоративного убранства передних фасадов гробниц мозаичные панно с сюжетными композициями. Эти мозаики, выполненные в технике, сочетающей живопись по штукатурке с каменными мозаичными вставками, на сегодняшний день являются самыми ранними сюжетными мозаичными картинами в мире.
В Гонуре найдены глиняные и керамические сосуды, золотые и серебряные украшения, цилиндрические печати из Месопотамии и квадратная печать из Хараппы.

## Палеогенетика
У костных останков из Гонур-депе определили митохондриальные гаплогруппы U7, J1c10, H14a и Y-хромосомные гаплогруппы E1b1a1a1c2c3c, E1b1b1, J1, R и T. У образца I1789 (2277—2030 лет до н. э.)	из Gonur1_BA_o2 определили Y-хромосомную гаплогруппу P, у образца I1792 (2458—2202 лет до н. э.) из Gonur1_BA_o определили Y-хромосомную гаплогруппу J. У образцов I11041 и I2087 определили Y-хромосомную гаплогруппу R2, у образца I10409 (хараппский мигрант) определили Y-хромосомную гаплогруппу H1a1d2-Z4361, в настоящее время распространённую в основном в Южной Индии, у образца I1789 определили Y-хромосомную гаплогруппу F (2277—2030 лет до н. э.), у образца I1789 (2130—1928 лет до н. э.) определили Y-хромосомную гаплогруппу Q-L56, у трёх образцов определили Y-хромосомную гаплогруппу J. 3 генома из Гонура имели много общего с генетическим материалом женщины из Ракхигархи (Индия) и 8 геномами из Шахри-Сухте (Иран). Ни у одного из этих образцов не выявлено генетических маркеров «анатолийских земледельцев».